# إسرائيل بعالياه
إسرائيل بعالياه (ישראל בעלייה، إسرائيل في القمة) هو حزب إسرائيلي يمثل المهاجرين الروس أسسه ناتان شارانسكي. واستمر من تأسيسه عام 1996 حتى أجخل في حزب الليكود عام 2003. وكان في البداية حزبا وسطيا، ثم اتجه نحو اليمين في أواخر سنينه.